# Křičeň
Křičeň é uma comuna checa localizada na região de Pardubice, distrito de Pardubice.